# Christine Boumeester
Annie Christine Boumeester (Batavia, 12 augustus 1904 - Parijs, 10 januari 1971) was een Nederlandse beeldend kunstenares die vooral in Frankrijk bekendheid genoot. Meestal signeerde zij met haar tweede voornaam Christine. Op haar 17e verhuisde zij met haar ouders naar Den Haag en in 1949 liet zij zich tot Française naturaliseren.

## Jeugd en opleiding
Christine Boumeester werd in 1904 geboren in Batavia (het huidige Jakarta - Indonesië) in een familie, die al vijf generaties in Indonesië woonde. Nadat zij met haar familie enkele jaren in Sumatra had gewoond, keerde ze definitief terug naar Nederland in 1921, waar ze ging wonen in Den Haag.
Als kind al was zij dol op tekenen. Van 1922 tot 1924 studeerde zij tekenen en graveren aan de Koninklijke Academie van Beeldende Kunsten in Den Haag. Ze behaalde haar onderwijsdiploma maar zou nooit lesgeven. Vanaf 1925 woonde ze enige tijd in het zuiden van Frankrijk (Nice, 1925), en opende daarna een atelier in Amsterdam waar zij werd geadviseerd door Georg Rueter.

## Parijs
Na een rondreis door verscheidene landen, waaronder Duitsland, vestigde zij zich op Texel. Haar eerste tentoonstelling vond plaats in Amsterdam in 1935 in de Galerie van Dirk Garms Santee Landweer. Nog in datzelfde jaar verhuisde Christine Boumeester naar Parijs waar zij Henri Goetz ontmoette. Zij trad met hem in het huwelijk en deelde haar verdere leven met hem.
Vanaf 1937 werden in verscheidene Parijse galerieën tentoonstellingen van haar werk georganiseerd.
In 1939 vertrouwde Christine Boumeester haar werk toe aan de galeriste Jeanne Bucher.
Aanvankelijk schilderde zij surrealistisch maar al gauw ontdekte zij de Abstracte kunst, waarschijnlijk onder invloed van Hans Hartung en Henri Nouveau (Hendrik Neugeboren).
Zij was gemakkelijk in de omgang en sloot vriendschap met veel kunstenaars. Samen met haar man bezocht zij geregeld Julio González en zijn vrouw en de surrealisten Óscar Domínguez, de Cubaanse militante trotskistische dichters Juan Breá en zijn vrouw Mary Low en André Breton. Hartung, met wie zij het atelier deelden, bracht hen in contact met Vassily Kandinsky. Verder hadden ze veel contact met Grérard Schneider, Maria Elena Vieira da Silva, Arpad Szenès, Paul Éluard, Pablo Picasso, Wifredo Lam en César Domela.

## Tweede Wereldoorlog
Met het uitbreken van de Tweede Wereldoorlog vertrok zij met haar man naar Carcassonne in de Languedoc. Daar zochten zij aansluiting bij de Belgische groep surrealisten, onder wie Raoul Ubac, Magritte en Scutenaire). Zij sloten zich aan bij het verzet en in het geheim vervaardigden zij valse papieren voor Joden. Samen met Ubac en Christian Dotremont, richtten zij het tijdschrift La Main à Plume op. Omdat zij werden aangemerkt als verzetsmensen, vluchtten zij naar Nice, en kwamen daar in contact met Nicolas de Staël, Francis Picabia, Jean Arp en Alberto Magnelli. Christine Boumeester moedigde De Staël aan om abstract te gaan schilderen.
De vriendschap tussen Christine Boumeester en Picabia, die duurde tot aan zijn overlijden in 1953, was zeer hecht. Later zou zij zijn schilderij "Udnie" in de collectie van het huidige Centre Georges Pompidou te Parijs restaureren.

## Succesperiode
In 1944 keerden zij terug naar Parijs. In 1948 werd haar werk tentoongesteld in galerie Colette Allendy en in 1949 verkreeg zij de Franse nationaliteit.
De jaren tussen 1952 en 1962 zijn bepalend: zij had een enorme productie en er werden veel tentoonstellingen aan haar gewijd, in het buitenland (Amsterdam, Londen, Genève, Milaan) zowel als in Frankrijk, onder andere in galerie Cavalero in Cannes, galerie Bucher en galerie Kerchache in Parijs.
Tot aan haar dood werd haar werk zeker 40 keer tentoongesteld. 
Zij verzorgde de illustraties van veel uitgaven, vervaardigde tapijten en wanddecoraties en vertaalde Kandinsky's Punkt und Linie zu Fläche uit 1926 in het Frans met als titel Point Ligne et Surface (1962).
Vanaf 1963 verbleef het echtpaar een gedeelte van het jaar in hun huis aan de Rue de Grenelle in Parijs en het andere gedeelte in hun appartement in Villefranche-sur-Mer (Alpes-Maritimes).
In Villefranche-sur-Mer is het Musée Goetz-Boumeester gevestigd met daarin de nalatenschap van Henri Goetz en Christine Boumeester die Henri bij zijn dood aan de gemeente schonk. Naast werk van de beide echtelieden omvat de collectie ook werk van Picasso, Picabia, Miro en Hartung.